# 上恭ノ介
上 恭ノ介（かみ きょうのすけ、1950年1月8日 - ）は日本の声優、フリーアナウンサー、ラジオパーソナリティ、ナレーター。リベルタ所属。

## 経歴
東京都立中野工業高等学校、東京アナウンスアカデミーを卒業した。
劇団そこつ、劇団河を経て、リベルタに所属する。
1971年、「劇団そこつ」を結成した。1972年、TBSラジオ「ヤングタウン東京」のDJコンテストに出場し、5週連続優勝でグランドチャンピオンを獲得した。現在はフリーアナウンサーの仕事（ラジオ出演）を中心に活動している。
アニメでの初主役は『恐竜大戦争アイゼンボーグ』の立花善役となる。

## 人物
声種はテノール。硬質の声が魅力的。
趣味・特技は英会話、絵画、油彩画、香港観光（50回以上訪問）。
妹が2人いる。

## 出演

### テレビアニメ
1976年
- 恐竜探険隊ボーンフリー（小山三郎）

1977年
- 恐竜大戦争アイゼンボーグ（立花善）
- ドカベン（1977年 - 1979年、柴浦、壁村、牙野）

1978年
- 宇宙戦艦ヤマト2（彗星帝国兵士）
- 未来少年コナン（局員A）

1979年
- ザ☆ウルトラマン（稲葉、カネダ ほか）

1980年
- 伝説巨神イデオン（1980年 - 1981年、サンラ、兵士、ミラクリン）
- 釣りキチ三平（釣り人、審判）
- ニルスのふしぎな旅（オオシカ、農夫）

1982年
- おじゃまんが山田くん
- ゲームセンターあらし（隊長）
- まいっちんぐマチコ先生

1983年
- 装甲騎兵ボトムズ（シムノ、隊員、イプシロン、男）

1984年
- 星銃士ビスマルク（クレス 他）

1987年
- プロゴルファー猿（高麿）

1989年
- エスパー魔美（達彦）

1990年
- YAWARA!（男A）

### OVA
- 装甲騎兵ボトムズ ザ・ラストレッドショルダー（1985年、イプシロン）
- 沙羅曼蛇（1989年）
- しあわせのかたち（1990年、司会者）
- 機動戦士ガンダム 第08MS小隊（1996年、ユーリ）

### ゲーム
2000年
- サンライズ英雄譚R（イプシロン）
- ブレイブサーガ2（イプシロン）

2002年
- 機動戦士ガンダム ギレンの野望 ジオン独立戦争記（ユーリ・ケラーネ）

2003年
- サンライズ・ワールド・ウォー from サンライズ英雄譚（イプシロン）

2007年
- 装甲騎兵ボトムズ（イプシロン）

2008年
- バトルオブサンライズ（イプシロン）

2011年
- 第2次スーパーロボット大戦Z 破界篇 / 再世篇（2011年 - 2012年、イプシロン） - 2作品

2012年
- 機動戦士ガンダム オンライン（ケラーネ）

2013年
- スーパーロボット大戦Operation Extend（イプシロン）

2015年
- 重装機兵レイノス（ジム・ヘルウィッグ中尉、ランス＝カルザス）

2019年
- ガンダムネットワーク大戦（ユーリ・ケラーネ）

### 吹き替え
- 片腕ドラゴン（リー）※テレビ朝日版
- ストリートファイター 〜今日もまた金を賭けて闘うケンカ稼業
- 戦争プロフェッショナル ※フジテレビ版
- 誇り高き男（ドック〈エドワード・プラット〉） ※フジテレビ新録版
- ミスタア・ロバーツ
- 機動戦士ガンダム 復讐のレクイエム（ユーリ・ケラーネ）

### ラジオ
- 恭ノ介の天下御免（茨城放送）
- 上恭ノ介のアイム・カミング（茨城放送）
- おっとガッテン恭ノ介（茨城放送）
- さてはとことん恭ノ介（茨城放送）
- 恭ノ介のココで語れば（茨城放送）
- 上恭ノ介・普天間かおりのときめきミッドナイト（ラジオ日本）
- ROCKいんクライシ（信越放送）
- サンデーヒットぱらだいす（信越放送）
- 湯けむりの里（全国AM数局）
- COKE SOUND WAVE〜CALIFORNIA BEAT〜（エフエム東京） - 日本語案内役として出演

### テレビドラマ
- 太陽にほえろ!（東宝 / NTV）
  - 第236話「砂の城」（1977年） - 爆弾を持ってきた若者
  - 第255話「本日多忙」（1977年） - 広田
  - 第269話「みつばちの家」（1977年）
  - 第320話「翔べないカナリア」（1978年）※上恭之介と表記

### テレビレポーター
- ルックルックこんにちは（日本テレビ）
- モーターランド（テレビ東京） - ナレーター
- 風は世田谷（テレビ東京） - 区民リポーター

### 特撮
- アンドロメロス（怪獣戦艦発進アナウンスの声）
- ウルトラマン80（第11話のアナウンスの声）